# 哈瑟爾巴赫河 (洛爾巴赫河支流)
50°2′27.19″N 9°20′22.27″E / 50.0408861°N 9.3395194°E

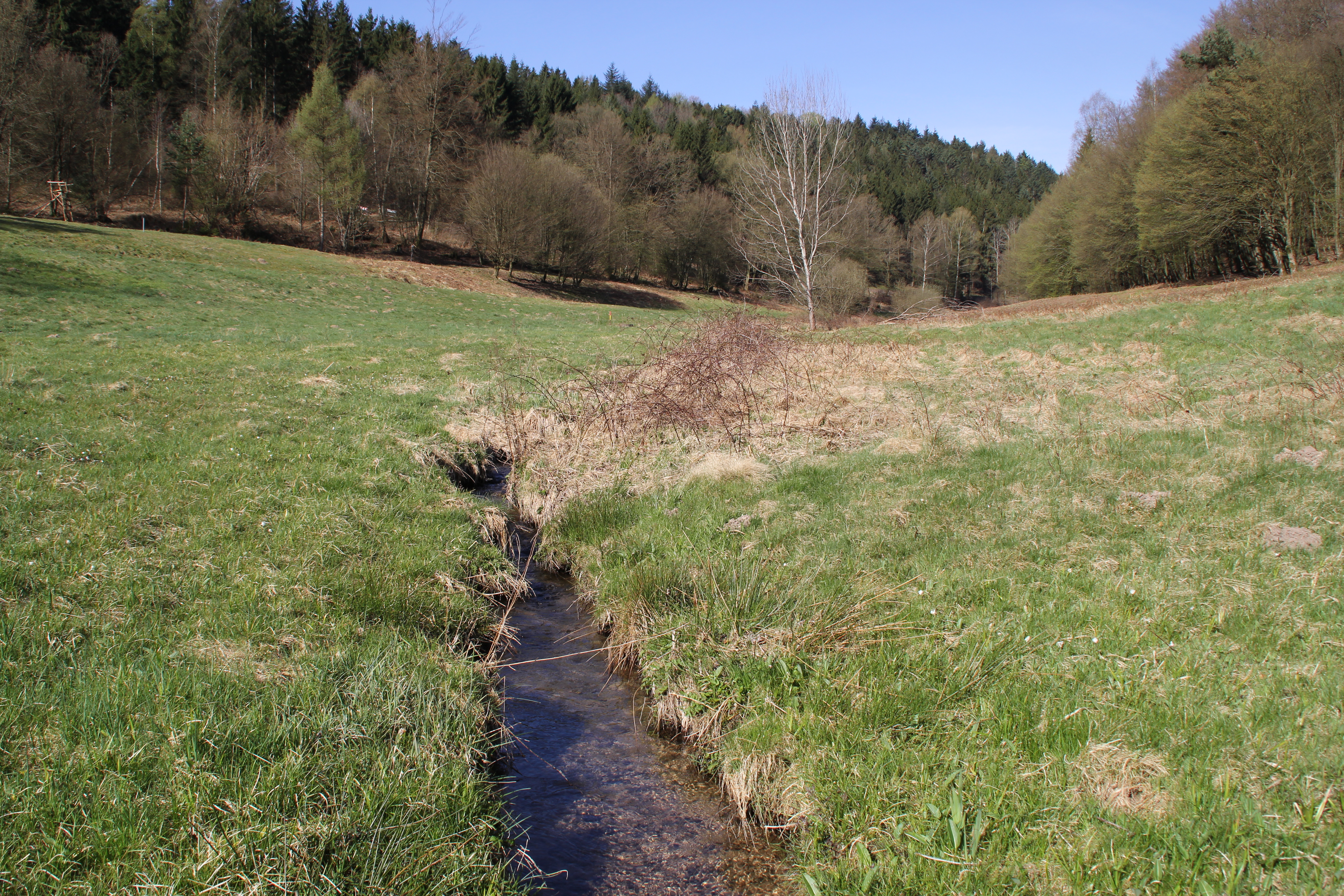

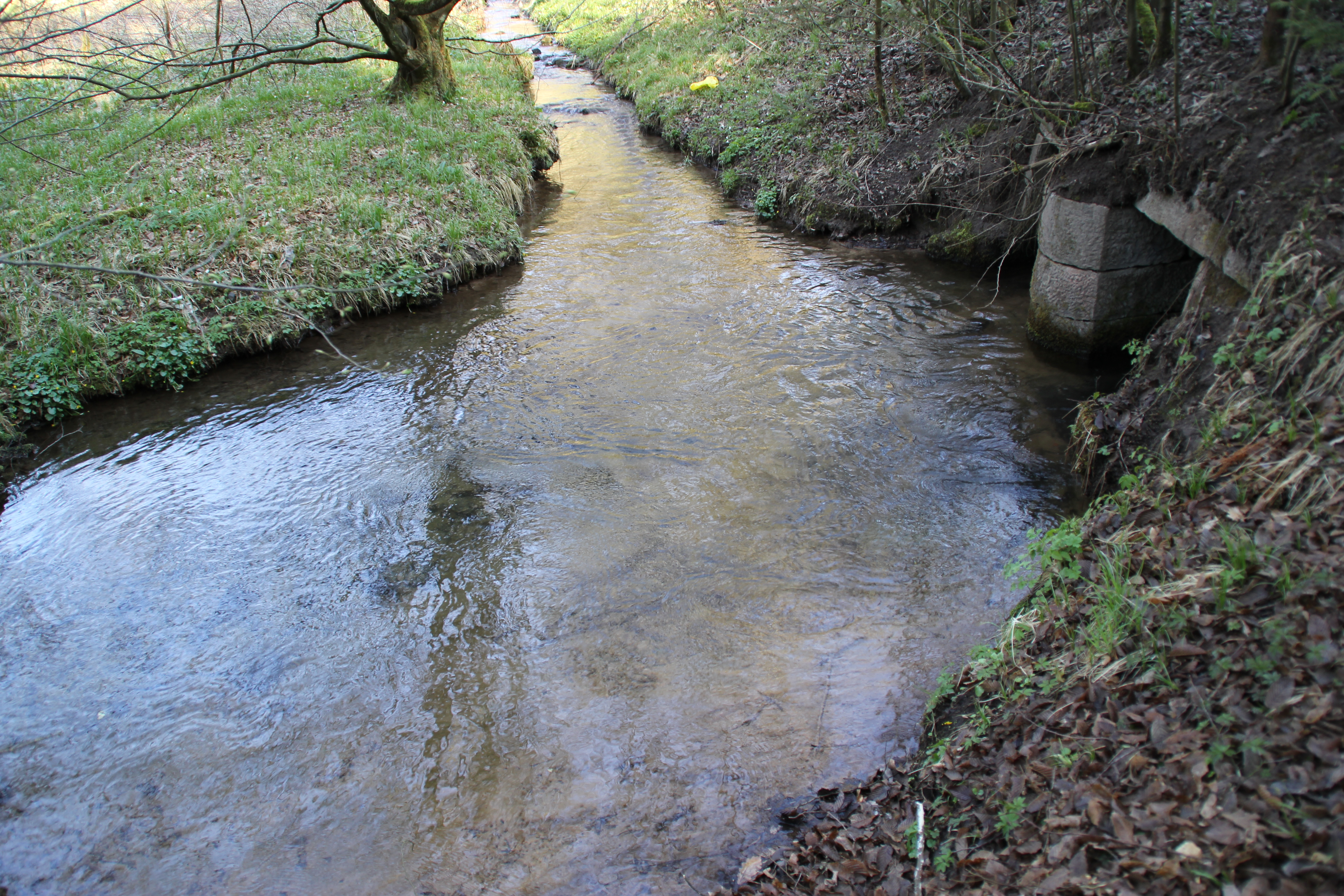

哈瑟爾巴赫河（德語：Hasselbach），是德國的河流，位於該國東南部，由巴伐利亞負責管轄，屬於洛爾巴赫河的右支流，河道全長1.7公里，流域面積4.1平方公里。